# استیگما (حرف)
استیگما (بزرگ Ϛ، کوچکϛ، یونانی: στίγμα) یکی از حروف الفبای یونانی بود که از قرون وسطی تا قرن نوزدهم در نوشتار یونانی از آن استفاده می‌شد. این حرف در اعداد یونانی نماد ۶ را دارد.